# Владимировка (Шевченковский район)
Владимировка (укр. Володимирівка) — село, 
Нижнебурлукский сельский совет,
Шевченковский район,
Харьковская область.
Код КОАТУУ — 6325785002. Население по переписи 2001 года составляет 68 (36/32 м/ж) человек.

## Географическое положение
Село Владимировка находится на расстоянии в 2 км от реки Великий Бурлук (левый берег),
на противоположном берегу — село Нижний Бурлук.
По селу протекает пересыхающий ручей с запрудой.
На расстоянии в 2 км находятся сёла Смоловка и Шевченково.

## История
- 1920 — дата основания.